# Байтерековы
Байтерековы — угасший татарский дворянский род, происходящий от князя Байтерека-мурзы.
При подаче документов (19 мая 1686) для внесения рода в Бархатную книгу, была предоставлена совместная родословная роспись князей Юсуповых и князей Байтериковых.

## Происхождение и история рода
Происхождение рода ведётся от Едигея, у него был правнук Муса-бий, у которого был Юсуф-бий. От Юсуфа-бия пошли Юсуповы. У Измаила, брата Юсуфа были дети: Сатый-мурза, от которого пошли Урусовы; Кантемир-мурза от которого пошли Кантемиры; Байтерек-мурза, от которого пошла ветвь Байтерековых. По родовым записям у Едигея был отец Балтычак, который происходит от Абу Бакра (преемника пророка Мухаммеда).